# Трес-Капонес
Трес-Капо́нес (ісп. Tres Capones) — місто в Аргентині у департаменті Апостолес, провінція Місьйонес. За даними перепису 2010 року у місті проживає 1234 мешканці.
Засноване наприкінці ХІХ століття мігрантами з України. У 1902 році збудовано православну церкву з унікальним дзвоном. У 1907 році відкрито українську школу.